# Nature Conservation Glacier
Der Nature Conservation Glacier (englisch; polnisch Lodowiec Ochrony Przyrody ‚Naturschutzgletscher‘) ist ein Gletscher auf King George Island im Archipel der Südlichen Shetlandinseln. Er fließt zwischen dem Puchalski Peak und dem Vauréal Peak zur Admiralty Bay.
Polnische Wissenschaftler benannten ihn 1980.